# Оршанський район (Білорусь)
Орша́нський райо́н (біл. Аршанскі раён) — адміністративна одиниця Білорусі, Вітебська область.

## Адміністративний поділ
В Оршанському районі налічується 263 населених пункти, з них два міста — Орша та Барань, містечка Орєховськ, Болбасово, Копись та сільради:
- Андреєвщинська сільська рада → Андрєєвщина • Анібалєво • Берестеново • Велика Митьковщина • Кудаєво, Митьковщина • Придняпров'є • Солов'є.
- Орєховська сільська рада → Брюхово • Веретея • Коробищі • Краснобель • Рогозіно • Холми.
- Борздовська сільська рада → Борздовка • Бабиничі (Бабичі) • Бояри • Браздечино • Будища • Горяни • Єсипово • Загорельські • Крашино • Кушевка • Леоновка • Макаровка • Марковичі • Печище • Пригузки • Пугляї • Сидоровка • Судники • Турлаї • Чурилово.
- Устенська сільська рада → Устя (Вусьце) • Барань (Барань) • Боровці (Бараўцы) • Белево (Белева) • Брянцево (Бранцава) • В'язова (Вязавая) • Клюшниково (Клюшнікава) • Червоний Берег (Красны Бераг) • Леньковичі (Ленькавічы) • Липки (Ліпкі) •Малиновка (Малінаўка) • Морозовка (Марозаўка) • Новосілля (Навасельле) • Новосілки (Навасёлкі) • Сосновка (Сасноўка) • Селище (Селішча) • Торчилово (Тарчылава) • Химіничі (Хімінічы) • Телентєєво (Целянцеева) • Червино (Чэрвіна) • Яремковичі (Яромкавічы)
- Високовська сільська рада → Обухово (Абухава) • Борсуки (Барсукі) • Вератея (Вератэя)  • Вуса (Вусы) • Високе (селище) (Высокае (пасёлак)) • Високе (село) (Высокае (вёска)) • Велике Бабино (Вялікае Бабіна) • Гришани (Грышаны) • Купелька (Купелька) • Людківщина (Людкоўшчына) • Мале Бабино (Малое Бабіна) • Писарщина (Пісаршчына) • Седричино (Сядрычына) • Селекто (Сялекта) • Селище (Селішча) • Хлусово (Хлусава) • Пагорки (Пагоркі)  • Чепелино (Чэпяліна)
- Заболоцька сільська рада → Заболоття (Забалацьце) • Орловщина (Арлоўшчына) • Гірська Веравойша (Горная Веравойша) • Гребенево (Грабянёва) • Довжениці (Далжаніцы) • Дачна (Дачная) • Зайцево (Зайцава) • Заслонівка (Заслонаўка) • Ломачино (Ламачына) • Нижня Вєравойша (Ніжняя Веравойша) • Нове Хороброво (Новае Хараброва) • Підгайщина (Падгайшчына) • Пузирове (Пузырова) • Старе Хороброво (Старое Хараброва) • Старь (Старь) • Татарськ (Татарск) • Туровичі (Туравічы)
- Задров'євська сільська рада → Задров'є (Задроўе) Дроздово (Драздова) • Дубове (Дубавое) • Железняки (Жалезьнякі) • Зайцево (Зайцава) • Засеклі (Засеклі) • Козлово (Казлова) • Погост (Пагост) • Погостик (Пагосьцік) • Понизов'є (Панізоўе) • Рогозино (Рагозіна) • Роський Селець (Роскі Сялец) • Хлусово (Хлусава)
- Зубовська сільська рада → Зубово • Краснопольці • Леща • Левки • Садова • Свєтлочовка • Сметанка.
- Зубревицька сільська рада → Зубревичі • Болотовичі • Борейшово • Верхов'є • Дятлово • Дубровка • Казеки • Лісуни • Мацново • Мезеново • Прокшино • Туміничі • Ходули • Хіми
- Клюковська сільська рада → Девіно • Замосточчя • Іваньково • Клюковка • Лисовські • Орєшки • Ромальдово • Сармацьк • Сімохи • Слобода • Соф'ївка • Старина • Чернявські
- Кропивенська сільська рада → Бородуліно • Брилі • Гатьковщина • Грязівка • Загородна • Згарда • Кропивно • Ларіновка • Пашино (Оршанський район)Пашино • Римки • Савищино • Стаховка • Сяглово • Шатравино • Шугайлово
- Межовська сільська рада → Алантьєво • Бояковщина • Глинище • Грязіно • Дубниці • Дубровка • Запілля • Зоськово • Заріччя • Івашково • Ізмайлово • Казечино • Казечки • Кам'янка • Кашино • Колотовки • Коновалово • Лісничі • Лаги • Мальжонково • Лужки • Медведники • Межове • Молотинь • Моньково • Нове Село • Озерок • Рубашино • Свістуни • Стовбуни • Стайки • Стопурево • Ферма • Черкасово • Шемберово • Юрцево
- Понизовська сільська рада
- Піщаловська сільська рада
- Смалянська сільська рада
- Яковлевіцька сільська рада

| Білорусь | Це незавершена стаття з географії Білорусі. Ви можете допомогти проєкту, виправивши або дописавши її. |